# ماتشي إم.3
ماتشي إم.3 (بالإنجليزية: Macchi M.3)‏ هي طائرة قارب أنتجت في إيطاليا. من صناعة ماتشي. كانت تستخدم بشكل أساسي من قبل الأسطول الملكي الإيطالي. كان أول طيران لها في 1916. انتهت خدمتها في 1924. صنع منها 200 طائرة.